# Воилкова, Валентина Дмитриевна
Валенти́на Дми́триевна Воилкова (12 апреля 1958, Куйбышев) — советская актриса театра и кино.

## Биография
Училась в школе № 167 в Куйбышеве. Окончила ГИТИС (ученица Андрея Алексеевича Попова), с 1979 года играла в Центральном академическом театре Советской армии. Первую роль в театре сыграла в спектакле «Усвятские шлемоносцы».
В конце 1980-х Валентина вышла замуж за француза и в 1991 году уехала во Францию. Муж занимается дублированием фильмов, у них с Валентиной своя компания. Приезжала вместе с мужем в Самару, где похоронены её родители.
28 декабря 2009 года в эфир Первого канала вышла программа «Жди меня», в которой однокурсники Валентины Воилковой, а также актёр Владимир Зельдин попросили откликнуться её, либо тех, кто о ней что-либо знает. И Валентина отозвалась — 11 января 2010 года Воилкова позвонила Владимиру Зельдину, рассказав, что жива, живёт с мужем Филиппом Карбоннье в Париже, занимается озвучиванием и переводом кинопродукции.

## Роли в театре
- 1980 — «Усвятские шлемоносцы» Е. Носова — Антонина
- «Мгновение над пропастью» Н. Мирошниченко (постановка А. Вилькина, режиссёр Ю. Веригин) — Леночка
- 1984 — «Дама с камелиями» А. Дюма-сына (режиссёр А. Бурдонский) — танцы и интермедии
- «Тот, кто получает пощёчины» Л. Андреева (режиссёры М. Кнебель и А. Бурдонский) — Альфонсинка
- «Солдат и Ева» Е. Борисовой (постановка А. Попова, режиссёр С. Кулагин) — Ева
- «Кортик» Ан. Рыбакова и Ал. Рыбакова (режиссёр С. Вальков) — Элен Буш
- «Расстояние в 30 дней» (Карантин) А. Миндадзе (режиссёр Е. Радкевич) — Подруга
- «Давным-давно» А. Гладкова (постановка А. Д. Попова) — Полина
- 1981 — «Старик» по М. Горькому (режиссёр Ю. Ерёмин) — Татьяна
- «Человек на все времена» Р. Болта (режиссёр И. Унгуряну) — Маргарет Мор
- 1985 — телеспектакль ЦТ по мотивам драмы М. Лермонтова «Маскарад») (режиссёр М. Козаков) — Племянница
- «Имя странного Потёмкина…» («Обретение») И. Друцэ(режиссёр И. Унгуряну) — Екатерина Долгорукая
- «Моя профессия — синьор из общества» Джулио Скарначчи и Ренцо Тарабузи (режиссёр П. Хомский) — Фьорелла
- «Игрок» по Ф. М. Достоевскому (режиссёр Валерий Саркисов) — Мадмуазель Бланш
- «Аномалы» М. Галесникa (режиссёр М. Чумаченко) — Нина
- 1984 — «Идиот» по Ф. М. Достоевскому (режиссёр Ю. Ерёмин) — Аделаида Епанчина

## Фильмография
- 1978 — Версия полковника Зорина — девушка Рустама
- 1978 — Обыкновенное чудо — Оринтия, фрейлина принцессы
- 1979 — Город принял — девушка, которой досаждал телефонный хулиган
- 1980 — Полоса допустимого (фильм-спектакль) — Вика, девушка Артура
- 1981 — Будьте моим мужем — девушка-курортница
- 1981 — Кольцо из Амстердама — Лена, студентка института культуры
- 1982 — Покровские ворота — Рита, возлюбленная Костика
- 1984 — Колье Шарлотты — Светлана Кораблёва
- 1984 — Наследство — Клава, парикмахер, знакомая Славика
- 1985 — «Сцены из трагедии М. Лермонтова „Маскарад“» — племянница
- 1987 — Под знаком Красного Креста — Марина, внучка Березанцева
- 1988 — Узник замка Иф — госпожа Элоиз де Вильфор
- 1989 — Это было у моря
- 1989 — Романтик